# Phemonopsis cylindricus
Phemonopsis cylindricus är en skalbaggsart som beskrevs av Stefan von Breuning 1948. Phemonopsis cylindricus ingår i släktet Phemonopsis och familjen långhorningar. Inga underarter finns listade i Catalogue of Life.